# Isabel Beasley
Isabel Beasley est une zoologiste qui est l'auteur en 2005 du Dauphin à aileron retroussé d'Australie